# Paraclius consors
Paraclius consors är en tvåvingeart som först beskrevs av Walker 1852.  Paraclius consors ingår i släktet Paraclius och familjen styltflugor. Inga underarter finns listade i Catalogue of Life.